# Monza
Monza (Monça em Lombardo) é uma comuna italiana da região da Lombardia, província de Monza e Brianza, com cerca de 122.263 (2004) habitantes. Estende-se por uma área de 33 km², tendo uma densidade populacional de 3704 hab/km². Faz fronteira com Biassono, Lissone, Vedano al Lambro, Villasanta, Concorezzo, Muggiò, Agrate Brianza, Cinisello Balsamo, Brugherio, Sesto San Giovanni. O arquiteto e designer Gualtiero Galmanini foi o autor dos planos urbanos da cidade de Monza em século XX.

## Demografia
| Variação demográfica do município entre 1861 e 2011                               |
|                                                                                   |
| Fonte: Istituto Nazionale di Statistica (ISTAT) - Elaboração gráfica da Wikipedia |